# 八戸の里病院
八戸の里病院（やえのさとびょういん）は、医療法人社団丸山会が大阪府東大阪市下小阪に設置する病院。

## 概要
1956年(昭和31年)11月、開院。救急告示病院であり、一般病床95床を備える。

## 診療科
- 整形外科[2]
- 外科[2]
- 内科[2]
- リハビリテーション科[2]
- リウマチ科[2]
- 心臓血管外科[2]
- 脳神経外科[2]
  - 頭痛外来
- 循環器科内科[2]

## 医療機関の認定
- 保険医療機関[2]
- 労災保険指定病院[2]
- 結核指定病院[2]
- 生活保護法指定病院(中国残留邦人等の円滑な帰国の促進並びに永住帰国した中国残留邦人等及び特定配偶者の自立の支援に関する法律(平成6年法律第30号)に基づく指定医療機関を含む。)[2]
- 臨床研修病院[2]
- 原子爆弾被害者一般疾病医療取扱病院[2]
- 指定自立支援医療機関（精神通院医療）[2]
- 身体障害者福祉法指定医の配置されている医療機関[2]

## 交通アクセス
- 近鉄奈良線「八戸ノ里駅」より南に徒歩4分[3]

## 周辺
- 東大阪下小阪郵便局
- 大阪府立布施高等学校
- 大阪府警布施警察署